# Тонтон-макуты

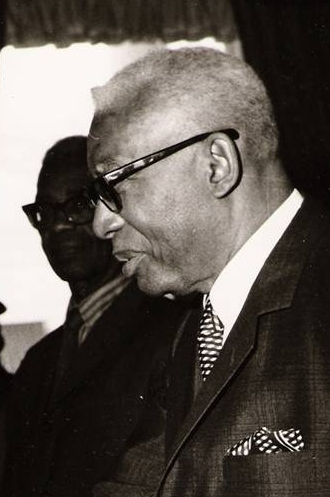
«Папа Док» Дювалье, папа Тонтон-макутов

Тонтон-макуты (фр. Tonton Macoute; гаит. креол. Tonton Makout), также Добровольческая милиция национальной безопасности (фр. Milice de Volontaires de la Sécurité Nationale, гаит. креол. Volontè pou Sekirite Nasyonal) — гаитянское военизированное формирование и ультраправая политическая группировка. Объединяли функции эскадронов смерти, полиции, госбезопасности и дювальеристской политической организации. Выступали главной силовой и политической опорой династии Дювалье. Являлись, особенно при правлении Дювалье-старшего, элитой правящего режима. Истребляли политическую оппозицию, осуществляли рэкет в отношении предпринимателей, терроризировали население. Практиковали мистические ритуалы вуду. Распущены после падения режима Дювалье-младшего, однако кадры и традиции сохранились в крайне правых организациях.

## Происхождение названия
Термин «тонтон-макуты» происходит от гаитянского креольского мифа о дяде (Tonton), который похищает и наказывает непослушных детей, запихивая их в мешок (Macoute) и затем съедая. Прямой перевод с креольского языка: «дядюшка с джутовым мешком». Понятие связано также с архетипом вудуистского зомби.
На уровне обыденного сознания тонтон-макуты олицетворяли силу, жестокость, непобедимость (убивать зомби бессмысленно), но также своеобразную извращённую справедливость, неотвратимость возмездия, исходящего от вождя, которому были беспредельно преданны. В сообществе тонтон-макутов культивировались принципы «единой семьи Папы Дока», чему способствовала активная практика ритуалов вуду.

## Ополчение Дювалье-старшего
В октябре 1957 года президентом Гаити стал Франсуа Дювалье. Платформа дювальеризма предполагала значительные социальные сдвиги в гаитянском обществе. Выступая с позиций авторитарного популизма и чёрного расизма, Дювалье использовал традиционную враждебность негритянских масс к мулатской элите. Воинствующий ультраправый антикоммунизм совмещался с революционной эгалитарной риторикой.
Режим Дювалье быстро столкнулся с жёсткой оппозицией. Уже в июле 1958 года против него была предпринята попытка военного заговора. Подавить мятеж удалось силами вооружённых сторонников Папы Дока под командованием Клемана Барбо. Дювалье сделал вывод о ненадёжности армии и полиции и поручил Барбо сформировать проправительственное ополчение из идейно мотивированных добровольцев, лично преданных президенту. Склонность Дювалье и его окружения к мистицизму определила название тонтон-макуты.
Новая структура комплектовалась из негритянской молодёжи, преимущественно люмпенской или учащейся. Таким образом, для социальных низов открывались недоступные прежде перспективы подъёма. Командирами назначались проверенные сподвижники Дювалье. Подчинялись тонтон-макуты только лично президенту. Они сосредоточили все функции силовых структур, оттеснив на задний план прежнюю армию и полицию. Главной функцией являлось уничтожение реальной и потенциальной оппозиции. Отдельно ставилась задача обеспечивать личную безопасность Франсуа Дювалье.
24 мая 1959 года Дювалье перенёс обширный сердечный приступ и впал в кому . Некоторое время на посту главы государства его замещал Барбо. Восстановившись после болезни, Дювалье обвинил Барбо в заговоре и узурпации власти, приказал арестовать и посадить в тюрьму. В 1963 году Барбо был освобождён и реально попытался организовать заговор против Дювалье. Вскоре бывшие подчинённые застрелили Барбо. Командование тонтон-макутами перешло к Люкнеру Камбронну, который возглавлял формирование почти весь период правления Дювалье-старшего.

## Идеология и практика
Формирования тонтон-макутов являлись инструментом диктатуры, используемым как против левой оппозиции и компартии, так и против консервативной элиты прежнего периода. Дювалье-старший позиционировался как «самый стойкий антикоммунист» и в то же время сравнивал себя с Лениным. При этом тонтон-макуты составляли ближайшее окружение диктатора и новую элиту режима.
Тонтон-макуты подавляли протесты и восстания, похищали и убивали оппозиционеров. Была отлажена система принудительного обложения бизнесменов — якобы на «общественные нужды», но реально эти средства являлись источником доходов для тонтон-макутов и чиновников. Поскольку фиксированного содержания им официально не выплачивалось, право узаконенного рэкета имело особое значение. Репрессиям подвергались и потенциальные противники режима, и случайные люди. Люкнер Камбронн, прозванный Карибским вампиром, организовал криминальный бизнес по продаже донорской крови в иностранные больницы.
Использование символики и практикование ритуалов вуду позволяло поддерживать массовые суеверия и слухи о сверхъестественных способностях. Тонтон-макуты нередко применяли жестокие и мучительные виды убийств: забрасывали жертв камнями или сжигали их заживо, при этом тела убитых выставлялись напоказ для устрашения.
Общее количество убитых тонтон-макутами с 1958 по начало 1986 составило от 30 тысяч до 60 тысяч человек, тысячи гаитян были вынуждены бежать из страны  .

## При Дювалье-младшем
Франсуа Дювалье скончался 21 апреля 1971 года. Президентский пост наследовал его сын Жан-Клод Дювалье. Первоначальные заявления и некоторые действия нового президента создавали впечатление определённой либерализации режима.
Бэби Док объявил, что «политическая революция», совершённая его отцом, выполнила свои задачи и на повестке дня стоит «революция экономическая» — развитие страны и повышение уровня жизни. Были освобождены некоторые политзаключённые. Заметным отступлением от принципов дювальеризма стала женитьба президента в 1980 году на мулатке Мишель Беннетт, представительнице потомственной аристократии.
Эти тенденции вызвали резкое недовольство жёстких дювальеристов во главе Люкнером Камбронном и вдовой Франсуа Дювалье Симоной. Новый президент отправил Камбронна в отставку и принудил к эмиграции. Новым командующим тонтон-макутами стал Роже Лафонтан. Через несколько лет Симона Дювалье была выслана из страны.
В 1973 году Дювалье-младший учредил альтернативную силовую структуру — Корпус Леопардов, которому были переданы контрповстанческие и полицейские функции. «Леопарды» подчинялись государственной военной дисциплине, при наборе действовал образовательный ценз. В создании и обучении корпуса участвовали американские инструкторы (по информации бизнесмена Батча Эштона, обучением тонтон-макутов также занимался Корпус морской пехоты США). Повысилась и роль регулярной армии.
Бесконтрольный прежде произвол тонтон-макутов был несколько ограничен. Но и при этом тонтон-макуты оставались главным, хотя уже не единственным структурным силовым центром.

## После Дювалье
В январе-феврале 1986 года Гаити охватили массовые антидювальеристские демонстрации. Тонтон-макуты и «Леопарды» пытались их подавить, но протесты нарастали и ужесточались. В конечном счёте протестующих поддержали армейское командование и администрация США. 7 февраля Жан-Клод Дювалье покинул страну.
После падения режима тонтон-макуты вынуждены были уйти в подполье. Многие из них стали жертвами линчеваний. Другие, в том числе Роже Лафонтан, бежали из Гаити. В то же время немало количество из них поступили на службу в армию и полицию новых властей — в этом плане особенно известен пример Луи-Жоделя Шамблена. Тонтон-макутам приписывается массовое убийство 150 крестьян в деревне Жан-Рабель 23 июля 1987 года.
Политическая борьба в Гаити быстро сделала востребованными навыки тонтон-макутов. Луи-Жодель Шамблен в качестве армейского сержанта сыграл видную роль в срыве выборов, намеченных на ноябрь 1987, и сохранении у власти генерала Анри Намфи. Правые силы активно использовали бывших тонтон-макутов в противостоянии Жану-Бертрану Аристиду и его сторонникам. 7 января 1991 Роже Лафонтан совершил однодневный государственный переворот и провозгласил себя президентом (в сентябре он был убит в тюрьме по приказу Аристида).
На эту силу в значительной степени опиралась военная хунта генерала Рауля Седраса, свергнувшая Аристида и захватившая власть в конце сентября 1991 года. Ультраправый Фронт за развитие и прогресс Гаити называли «клоном тонтон-макутов» (среди его лидеров был Шамблен). В мае 1994 года сотни тонтон-макутов устроили манифестацию в Порт-о-Пренсе под лозунгами «Дювалье или смерть!»
В октябре 1994 президент Аристид вернулся к власти при военной поддержке США . Бывшие тонтон-макуты составили авангард оппозиционных сил. Шамблен со своими бойцами активно участвовал в повторном свержении Аристида в феврале 2004. Симпатии к тонтон-макутам проявлял Мишель Мартейи, президент Гаити в 2011—2016 годах.
Политическое понятие «тонтон-макуты» используется для обозначения крайнего варианта «эскадронов смерти».

## Вооружение, снаряжение и экипировка
Отличительной особенностью тонтон-макутов были солнцезащитные очки, джинсовые рубашки и соломенные шляпы. Среди неграмотного и запуганого населения тонтон-макуты поддерживали миф о том, что они не живые люди, а зомби, и их невозможно убить. Аресты и облавы они часто проводили, нарядившись в белые балахоны.
Тонтон-макуты были вооружены огнестрельным оружием, использовали также мачете.

## Численность
В конце правления Дювалье-старшего и первые годы Дювалье-младшего общая численность формирований тонтон-макутов составляла около 20 тысяч.
По состоянию на середину февраля 1986 года, количество тонтон-макутов, оставшихся в Гаити после свержения режима Дювалье, оценивалось в 18,5 тысяч.